# Anna Mignani
Anna Mignani, citata anche come Anna Mignani Grilli, o Grilli Rossi, per il cognome assunto da sposata (Bologna, 17 febbraio 1786 – Bologna, 25 dicembre 1846), è stata una pittrice italiana.
Inizialmente sottovalutata in quanto al tempo marginale era la considerazione delle donne nell'ambito artistico, viene indicata come meritevole di più larga fama dallo storiografo Cesare Masini, tra l'altro, direttore della pinacoteca nazionale di Bologna.

## Biografia
Mignani nasce a Bologna nel 1786, figlia di Antonio, commerciante manifatturiere, e Teresa Mazzacurati, dimostrando fin da giovane l'attitudine per il disegno venendo ben presto invitata ad approfondire la sua passione sotto la guida di Vincenzo Armani (1750-1825) e di Jacopo Alessandro Calvi, noto anche con lo pseudonimo di Sordino, che la indirizza allo studio dei pittori rinascimentali da Raffaello Sanzio ad Annibale Carracci.

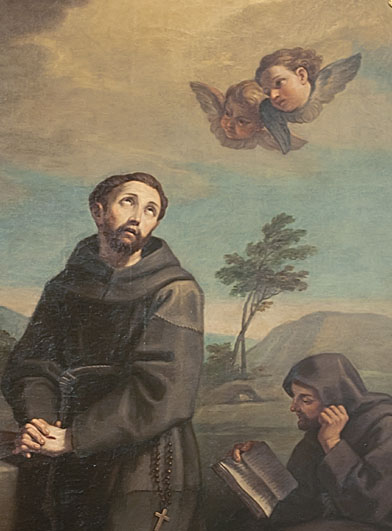
Anna Mignani, San Francesco, dettaglio, chiesa della Certosa di San Girolamo di Casara a Bologna.

All'età di 24 anni, con la benedizione del maestro Calvi, fa la sua prima esposizione con un dipinto a tema religioso, una grande pala d'altare raffigurante san Francesco d'Assisi, destinata alla chiesa della Certosa di San Girolamo di Casara, iniziando da quel momento a farsi conoscere nell'ambiente artistico bolognese e ricevendo committenze per ritratti, quadri con soggetti sacri e profani e pale d'altare.
Nel 1815, in età avanzata secondo gli standard dell'epoca, sposa Giambattista Grilli Rossi, professore di poetica e retorica all'università di Bologna, entrambi contribuendo a una discreta stabilità economica affidandosi esclusivamente ai proventi della loro attività, contando anche sul sempre maggior successo personale tale che, nel 1824, viene aggregata come accademica d'onore presso la locale accademia di belle arti.
Dal 1837 la pittrice, causa l'improvvisa morte del marito, viene a trovarsi in gravi difficoltà economiche; sia il suo cagionevole stato di salute che la diminuzione delle committenze, anche per il mancato adeguamento ai gusti romantici di metà Ottocento, le fanno rasentare uno stato d'indigenza tale da decidere di inviare una petizione all'allora papa Gregorio XVI pregandolo di intercedere, con successo, per la pensione che sarebbe spettata al marito. Oltre a questa il prof. Luigi Valeriani, collega del marito, decide di disporre un ulteriore lascito di 200 scudi, contribuendo così a farle trascorrere con maggiore serenità gli ultimi anni di vita.
Mignani muore il 25 dicembre 1846, all'età di 60 anni, venendo tumulata nel Loggiato delle Tombe della Certosa di Bologna, al n. 254. Lascia tuttavia il ricordo della sua arte nelle numerose opere conservate in collezioni museali e nelle chiese di Bologna e del vicino territorio.
Tra queste si ricordano un'apparizione di San Michele Arcangelo ad un Santo Vescovo, nella chiesa di Sant'Andrea a Bentivoglio, e, in città, si segnalano una Madonna col Bambino presso il monastero della Visitazione, una Santa Filomena nella chiesa di Santa Maria Maggiore. e un Miracolo di san Mauro nella chiesa di San Giovanni Battista dei Celestini.

## Opere
- San Francesco d'Assisi in preghiera , pala d'altare, 1809, chiesa di San Girolamo di Casara, Bologna[14]
- Apparizione di San Michele Arcangelo ad un Santo Vescovo, dipinto, 1790-1799, Bentivoglio (BO)[15]
- San Mauro risana gli infermi, dipinto, XIX secolo, Bologna[16]
- Sant'Eufrasia, Santa Filomena e un angelo, dipinto a olio, 1790-1810, Budrio (BO)[17]
- San Marino, dipinto ad olio, XIX secolo, Medicina (BO)[18]
- Sant'Isidoro Agricola, Chiesa di San Mamante, XIX secolo, Medicina (BO)[19]
- San Prospero Vescovo, XIX secolo, Imola[20]

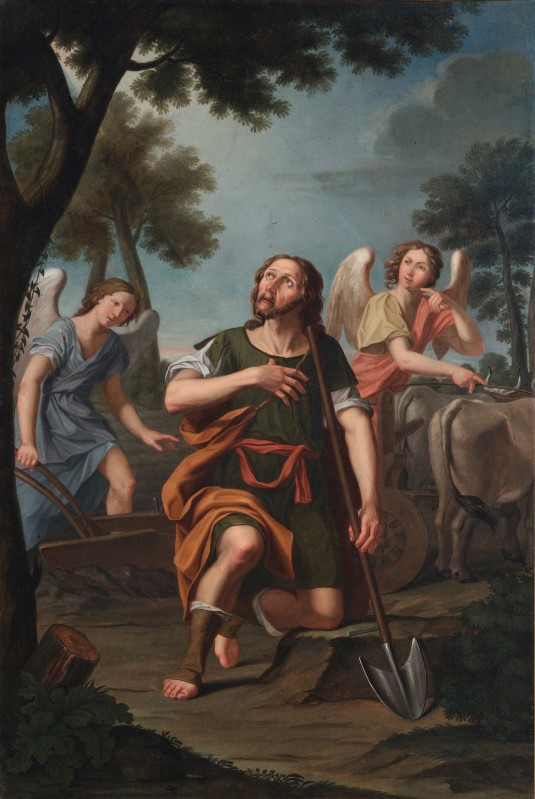
Sant'Isidoro agricoltore
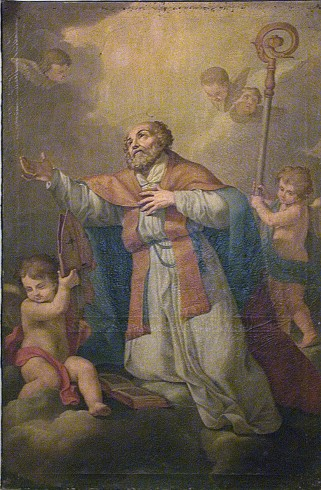
San Prospero Vescovo
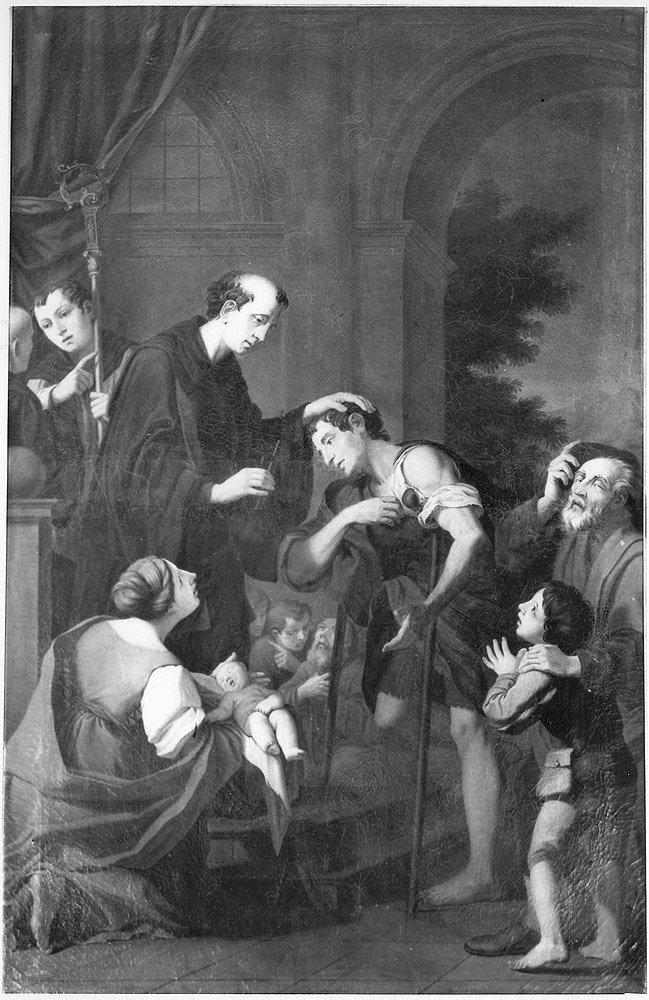
San Mauro risana gli infermi